# Comuna Băneasa, Galați
Băneasa este o comună în județul Galați, Moldova, România, formată din satele Băneasa (reședința) și Roșcani. Conform recensămîntului din 2011, comuna Băneasa are o populație de 1825 de locuitori.

## Așezare
Comuna se află în nord-estul județului, în Podișul Covurlui, pe malurile râului Chineja. Este străbătută de șoseaua județeană DJ242B, care o leagă spre nord de Berești-Meria, Berești și mai departe în județul Vaslui de Mălușteni și Epureni (unde se termină în DN24A); și spre sud de Târgu Bujor. La Băneasa, din acest drum se ramifică șoseaua județeană DJ242D, care duce spre nord-est la Suceveni (unde se termină în DN26). Lângă Băneasa, din DJ242D se ramifică șoseaua județeană DJ242E, care duce spre est la Oancea (unde se termină tot în DN26).

## Istorie
La sfârșitul secolului al XIX-lea, comuna făcea parte din plasa Prutul a județului Covurlui, și era formată din câteva mahalale, unificate oarecum sub titulatura unui unic sat numit Băneasa. Populația era de 1557 de locuitori, în comună existând 4 mori de vânt, 4 biserici și o școală mixtă cu 45 de elevi. Anuarul Socec din 1925 o consemnează în plasa Bujor a aceluiași județ, cu 1720 de locuitori în unicul său sat.
În 1950, comuna a fost arondată raionului Bujor din regiunea Galați. În 1968, a trecut la județul Galați, primind și satul Roșcani (fost în comuna Vlădești, apoi formând o comună de sine stătătoare).

## Monumente istorice
Trei obiective din comuna Băneasa sunt incluse în lista monumentelor istorice din județul Galați ca monumente de interes local. Unul este situl arheologic de la Băneasa aflat la confluența pârâului Băneasa cu râul Chineja — cuprinzând urmele mai multor așezări: una medievală din secolele al X-lea–al XII-lea, una din perioada migrațiilor (secolul al IV-lea e.n.), una din perioada Halstatt (secolul al II-lea e.n.), una din secolele al XIII-lea–al XII-lea î.e.n. (Epoca bronzului târziu, Cultura Noua) și una atribuită culturii Gumelnița, aspectul Stoicani-Aldeni (mileniul al IV-lea î.e.n.). Un monument de arhitectură este biserica „Adormirea Maicii Domnului” (1827) din Roșcani, în timp ce statuia lui Ioan Vodă cel Viteaz aflată tot în Roșcani, pe drumul spre Băneasa, este clasificată ca monument de for public.

## Demografie
Componența etnică a comunei Băneasa
     Români (91,92%)
     Romi (4,42%)
     Alte etnii (3,66%)
Componența confesională a comunei Băneasa
     Ortodocși (95,58%)
     Alte religii (0,55%)
     Necunoscută (3,87%)
Conform recensământului efectuat în 2021, populația comunei Băneasa se ridică la 1.992 de locuitori, în creștere față de recensământul anterior din 2011, când fuseseră înregistrați 1.825 de locuitori. Majoritatea locuitorilor sunt români (91,92%), cu o minoritate de romi (4,42%). Din punct de vedere confesional, majoritatea locuitorilor sunt ortodocși (95,58%), iar pentru 3,87% nu se cunoaște apartenența confesională.

## Politică și administrație
Comuna Băneasa este administrată de un primar și un consiliu local compus din 11 consilieri. Primarul, George-Aurelian Gache[*], de la Partidul Social Democrat, este în funcție din 2016. Începând cu alegerile locale din 2024, consiliul local are următoarea componență pe partide politice:
|  | Partid                          | Consilieri | Componența Consiliului | Componența Consiliului | Componența Consiliului | Componența Consiliului | Componența Consiliului | Componența Consiliului | Componența Consiliului | Componența Consiliului |
|  | ------------------------------- | ---------- | ---------------------- | ---------------------- | ---------------------- | ---------------------- | ---------------------- | ---------------------- | ---------------------- | ---------------------- |
|  | Partidul Social Democrat        | 8          |                        |                        |                        |                        |                        |                        |                        |                        |
|  | Partidul Național Liberal       | 2          |                        |                        |                        |                        |                        |                        |                        |                        |
|  | Alianța pentru Unirea Românilor | 1          |                        |                        |                        |                        |                        |                        |                        |                        |